# I Love You, Man
I Love You, Man är en amerikansk film från 2009 i regi av John Hamburg. Den hade premiär i USA den 23 mars 2009 och i Sverige den 29 maj 2009.

## Handling
Peter Klaven (Paul Rudd) är en man utan vänner som går på en serie av manliga dejter för att hitta en bestman till sitt bröllop. När han väl har hittat Sydney (Jason Segel) sätter denna nya vän hans relation med fästmön Zooey (Rashida Jones) på prov.

## Roller
- Paul Rudd som Peter Klaven
- Jason Segel som Sydney Fife
- Rashida Jones som Zooey Rice
- Jaime Pressly som Denise
- Sarah Burns som Hailey
- Jane Curtin som Joyce Klaven
- Andy Samberg som Robbie Klaven
- J. K. Simmons som Oswald Klaven